# Mount Press
Mount Press är ett berg i Antarktis. Det ligger i Västantarktis. Chile gör anspråk på området. Toppen på Mount Press är 3 830 meter över havet.
Terrängen runt Mount Press är bergig åt sydost, men åt nordväst är den kuperad. Den högsta punkten i närheten är Sentinel Range, 5 140 meter över havet, 14,1 kilometer sydost om Mount Press. Trakten är obefolkad. Det finns inga samhällen i närheten. 